# Witte Nijl
De Witte Nijl is een rivier in Afrika die als Kagera of Alexandernijl vanuit het westen op de grens van Oeganda en Tanzania in het Victoriameer uitkomt en daarna als Victorianijl uit dit meer ontspringt. De rivier stroomt door Oeganda eerst noordwaarts naar het Kyogameer en dan westwaarts naar het Albertmeer. Daarna staat de rivier bekend als de Albertnijl en stroomt verder naar het noorden waar ze Zuid-Soedan binnenkomt bij Nimule. Vanaf hier staat de rivier ook wel bekend als de Bergnijl. De rivier passeert dan een aantal stroomversnellingen waarna ze over de Soedanvlakte door de moerassen van Sudd het Nomeer binnenstroomt. Pas vanaf hier heet ze eigenlijk Witte Nijl. Van hieruit gaat de rivier verder naar het noorden en komt dan bij de stad Khartoem in Soedan samen met de Blauwe Nijl om de Nijl te vormen.
Vanaf het Victoriameer tot Khartoem heeft de Witte Nijl een lengte van ongeveer 3700 kilometer. De zoektocht naar de bron van de Nijl in de 19e eeuw was voornamelijk geconcentreerd op de Witte Nijl.
- Gemeinsame Normdatei: 4119037-3
- Virtual International Authority File: 233731850